# Борик-Нур
Борик-Нур (бур. Бориг нуур) — озеро в центральной части Восточного Саяна в Окинском районе Бурятии.
Располагается в днище долины реки Жомболок на основной морене конечно-моренного комплекса. Абсолютная высота над уровнем моря — 1401 метр.
Имеет неправильную форму, вытянуто с юго-запада на северо-восток, берега сильно изрезаны. Площадь озера составляет примерно 0,4 км², максимальная глубина — не более 4,5 метров.
Большую часть года озеро является бессточным, однако в период сильных дождей уровень воды в нём повышается, и вода из него начинает стекать в небольшое соседнее озеро, расположенное в 180 метрах к северо-востоку от Борик-Нура. В отдельные годы, когда выпадает повышенное количество осадков, может открываться сток озера по боковой долине прорыва, начинающейся к востоку от озера, в Оку.
Озёрные отложения представлены преимущественно озёрными илами, а также глинами. Отложения, образованные около 4,5 тысяч лет назад, имеют плитчатый характер. Предположительно, в это время водоём полностью пересыхал. По происхождению озеро гляциально-нивальное.